# Jan Jolles
Leon Jan Jolles Vallée ou Jan Andries Jolles (Freiburg, 1906 — Guaiaquil, 13 de abril de 1942) foi militante comunista alemão enviado pelo Komintern para dirigir e reorganizar o PCB na América Latina em 1933.

## Biografia
Jan Jolles, homem de muitos codinomes - Alonso, Emilio, Eoles, Cázon e Macário -, era filho de um professor de filosofia da Universidade de Leipzig - que vivia de direitos autorais - e levou uma vida tranquila até que, aos 18 anos, saiu de casa para aventurar-se, segundo a sua autobiografia, concluída em 25/08/1933 e guardada em arquivo de Moscou.

## Primeiras ações na América Latina
Após juntar-se à jovens comunistas na Holanda, em sua breve passagem pelo país, seguiu para a Argentina, onde se apresentou como enviado da Juventude Comunista Holandesa. Passou a integrar, a partir de 1924, o quadro efetivo dos membros do PC argentino, e teve dois filhos com a militante argentina Maria Banejas (Antonia) a quem abandonou mais tarde.
Nesse país foi um ativo estrategista até 1930, quando ocorreu um golpe militar. O novo governo, liderado pelo General Uriburu, o prendeu e o deportou para Montevidéu.
No Uruguai sobreviveu do dinheiro enviado pela família e buscou aproximar-se de líderes do Komintern na América Latina como Abraham Guralsky e Arthur Ewert, tarefa facilitada por ser o único membro do PC argentino que podia comunicar-se com eles sem a necessidade de um tradutor.
Enviado clandestinamente por Guralsky para participar de um congresso do PC argentino, na cidade de Rosário, e com o objetivo de intrigar e afastar o agente comunista Rodolfo Ghioldi da liderança do partido, apresentou-se farsescamente como representante do BSA - Bureau-sul americano do Komintern -, dirigido oficialmente por Abraham e por Ewert.
Indignado, após descobrir a farsa que Jolles  representara, Ghioldi foi pessoalmente a Montevidéu protestar contra ele, sendo despachado rispidamente por Ewert sob a alegação de que sua reclamação não passava de hipersensibilidade de intelectual. Gurasky, intrigante contumaz, temendo o protetor de Ghioldi – Victor Codovilla, o homem do dinheiro que chegava de Moscou -, negou qualquer participação no caso e declarou ser Jolles um mentiroso. Jolles, sem defesa, foi afastado do Comitê Central do PC argentino e designado para trabalho de base ilegal na Argentina. Preso em Tucumán, é, então, deportado para a Alemanha de Hitler em primeiro de abril de 1933. Uma vez lá, buscou apoio na KPD, organização comunista local, que, perseguida, nada pode fazer. Ameaçado de ser denunciado à Gestapo pelo tio e pelo irmão, membros do Partido Nazista, se não saísse da Alemanha, Jolles partiu para Moscou clandestinamente, utilizando-se de seu passaporte espanhol.

## Jolles no Brasil
Na capital russa, foi perdoado e teve o desempenho avaliado positivamente pelo Komintern, graças ao apoio do irmão de Ghioldi – Orestes – que não se intimidou, apesar dos protestos de Rodolfo Ghioldi e Abraham Guralsky. Redimido, Jolles foi indicado por Sinani - pseudônimo de G.B. Skalov, o chefe para América Central, Sul e Caribe do Ländersekretariat para as Américas - para o cargo de "instrutor" do Partido Comunista Brasileiro, tendo essa indicação confirmada por instância superior do organismo comunista internacional.
Em terras brasileiras, foi sempre descrito pelos camaradas como sectário, oportunista e hesitante e atuou de maneira duvidosa em muitos casos que envolveram o partido como: afastou, com o apoio dos líderes Martins (Honório de Freitas Guimarães) e Queiroz ou Miranda (Antônio Maciel Bonfim), Lacerda da liderança do PCB, falsificando atestado médico, e durante um ano, deu as cartas naquela entidade política; expurgou os intelectuais do partido e foi responsável direto, apoiado por outros membros da cúpula do PCB, pela decisão de assassinar o jovem militante Tobias Warchavski.

## Os últimos anos
Transferido do Brasil em abril de 1935 por incompatibilidade com Rodolpho José Ghioldi, permaneceu uma temporada no Chile participando de atos terroristas e, de lá, foi para o Equador.
Já vivendo e atuando nas terras equatorenhas, foi expulso do Komintern pela Comissão Internacional de Controle, denunciado como agente da Gestapo e de Sinani - este, em desgraça com o ditador Stalin. Os jornais comunistas de toda a América Latina o descreveram como perigoso espião fascista, trabalhando a serviço do Japão e de assassinos trotskistas.
Em Guaiaquil, em 13 de abril de 1942, morreu tragicamente.

## Literatura
- Abrahão, Miguel M. – A Escola - 2007. várias páginas – Ed. Espaço Jurídico
- Waack, William – Camaradas - 1993. pg. 297 – Ed. Companhia das Letras